# Apocalisse
Il termine apocalisse deriva dal greco apokálypsis (ἀποκάλυψις), composto da apó (ἀπό, "da", usato come prefissoide anche in apostrofo, apogeo, apostasia) e kalýptō (καλύπτω, "nascondo", come in Calipso), significa un gettar via ciò che copre, un togliere il velo, letteralmente scoperta o disvelamento, rivelazione.
Il concetto sembrerebbe essersi originato presso gli ebrei che parlavano greco, per poi passare ai cristiani che lo svilupparono ulteriormente. Nella terminologia della letteratura del primo Ebraismo e Cristianesimo, indica una rivelazione a un profeta scelto di cose nascoste da Dio; questo termine è più spesso usato per descrivere il resoconto scritto di tale esperienza.

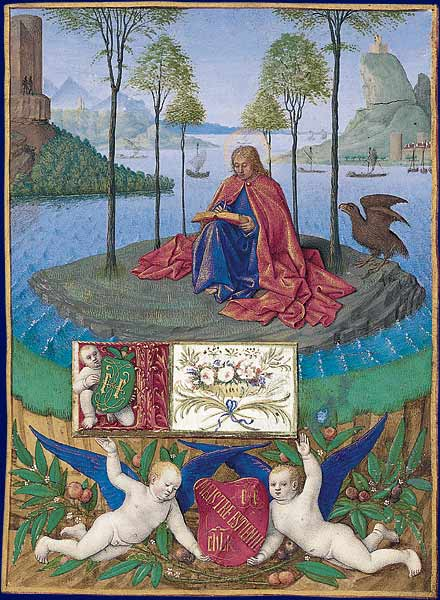
San Giovanni evangelista a Patmo scrive l'Apocalisse

## La letteratura apocalittica

### Dal profetismo alla letteratura apocalittica
A causa delle «speranze deluse per la misteriosa scomparsa di Zorobabele» e per «la comunità creata da Esdra e Neemia», «la profezia era caduta in discredito [...] per il senso di frustrazione ingeneratosi negli animi in seguito a promesse inadempiute. [...] Si era già imboccata la strada dell'apocalittica». Questo transito è presente nello stesso Libro di Zaccaria, dove fra il Primo e il Secondo Zaccaria si passa dai «riferimenti a Zorobabele e Giosuè» e «da un apprezzamento del profetismo in Aggeo e Zaccaria, animatori della ricostruzione (del secondo Tempio di Gerusalemme), al disprezzo di ogni velleità di fare il profeta (Zaccaria 13, 2-6)»: «l'escatologia del Secondo Zaccaria ha la forma di apocalittica, e della più pura.» Con il fallimento delle «speranze legate […] da Aggeo e Zaccaria al davidide Zorobabele, il messianismo regale subì un'eclisse.» «La tonalità cambia» e nascono le «caratteristiche che annunziano la letteratura apocalittica.»
La letteratura apocalittica è di considerevole importanza nella storia della tradizione giudaica, cristiana e islamica, dal momento che concetti come la risurrezione dai morti, il giorno del giudizio, il paradiso e l'inferno trovano un esplicito riferimento in essa. Le credenze apocalittiche sono datate da prima del Cristianesimo, appaiono in altre religioni, e sono state assorbite nella società contemporanea secolare, specie attraverso la cultura.
Secondo l'esegeta francese Paul Beauchamp "la letteratura apocalittica nasce per aiutare a sopportare l'insopportabile". Nasce cioè in momenti di estrema crisi per portare un messaggio di speranza: anche se il male sembra prevalere, bisogna aver fiducia nella vittoria finale del Bene.

### Uso del termine
L'uso trova la sua origine nel titolo dato al Libro dell'Apocalisse di Giovanni (detto anche Libro della Rivelazione), nel Nuovo Testamento; il titolo proviene dalle parole di apertura del libro apōkalýpsis Iesōû kristōû (Άπōκάλυψις Ίησōῦ Χριστōῦ, Rivelazione di Gesù Cristo) in cui il termine "rivelazione" è usato solo per descrivere i contenuti del libro stesso, e non come designazione letteraria. Il nome Apocalisse venne poi attribuito a ulteriori scritture dello stesso genere, molte delle quali apparvero in quel periodo.
A partire dal II secolo il nome venne usato per diversi libri, sia cristiani che ebraici, che mostrano gli stessi tratti caratteristici. Oltre all'Apocalisse di Giovanni (chiamata così da alcuni dei primi Padri della Chiesa cristiana), il Canone muratoriano, Clemente di Alessandria ed altri menzionano una Apocalisse di Pietro. Vengono inoltre ricordate apocalissi di Adamo e di Abramo nonché di Elia. L'uso del termine greco per definire opere appartenenti ad una determinata classe letteraria è quindi di origine cristiana, derivato dalla rivelazione del Nuovo Testamento.
Nel linguaggio comune il termine ha perso il significato originario di "rivelazione" e, fuori dell'ambiente religioso, è passato a indicare qualsiasi evento di grande calamità ovvero un succedersi di eventi disastrosi.

## Descrizione
La letteratura religiosa apocalittica viene considerata una branca distinta della letteratura. Il genere possiede diverse caratteristiche peculiari.

### Rivelazione di misteri
La rivelazione dei misteri svela cose che vanno oltre la normale portata dell'umana conoscenza. Dio concede a profeti selezionati le istruzioni al riguardo, sia per aspetti estranei all'esperienza umana o per vicende che l'umanità non ha ancora affrontato.
Vengono svelate alcune informazioni sul paradiso, in misura minore o maggiore: gli scopi di Dio; i fatti e le caratteristiche relative agli angeli e agli spiriti malvagi; la spiegazione di alcuni fenomeni naturali; la storia della creazione e dei periodi iniziali dell'umanità; gli eventi in corso, in special modo quelli relativi al futuro di Israele; la fine del mondo; il giudizio universale e il destino dell'umanità; l'epoca messianica; immagini del paradiso e dell'inferno. Nel Libro di Enoch, la più ampia delle apocalissi ebraiche, la rivelazione comprende tutti gli elementi suddetti.

### Rivelazione attraverso un sogno o una visione
La rivelazione di saggezze nascoste avviene attraverso una visione o un sogno. A causa della natura peculiare del soggetto, questa è evidentemente la forma letteraria più naturale. L'attuazione della rivelazione e l'esperienza di chi la riceve vengono poste più o meno in rilievo. Normalmente, ma non sempre, i fatti vengono riportati in prima persona. Esiste qualcosa di portentoso nelle circostanze, commisurato all'importanza dei segreti che verranno svelati. L'elemento del mistero, spesso in primo piano nella visione stessa, è presagito negli eventi preliminari. Alcune delle caratteristiche classiche della "tradizione apocalittica" sono collegate con le circostanze della visione e con l'esperienza personale del veggente.
L'esempio primario di letteratura apocalittica nella Bibbia ebraica è il Libro di Daniele. Mentre si trova lungo il fiume dopo un lungo digiuno Daniele vede apparire un essere celeste, che gli svela la rivelazione (Libro di Daniele, 10:2 segg.). L'evangelista Giovanni nel Nuovo Testamento, libro dell'Apocalisse (1:9 segg.) ha un'esperienza simile, narrata con termini comparabili. Si confronti anche il primo capitolo della Apocalisse Greca di Baruch e la Apocalisse Siriaca, vi.1 segg., xiii.1 segg., lv.1-3. In alternativa il profeta giace sul letto, preoccupato per il futuro della sua gente, quando cade in una specie di trance, e il futuro gli è mostrato nelle "visioni della sua mente". Questo è il caso di Daniele, 7:1 segg.; Esdra, 3:1-3; e nel libro di Enoch, i.2 e seguenti. A proposito della descrizione degli effetti della visione sul veggente, vedi Dan. 8:27; Enoch, lx.3; 2 Esdra 5:14.

### Gli angeli portano la rivelazione

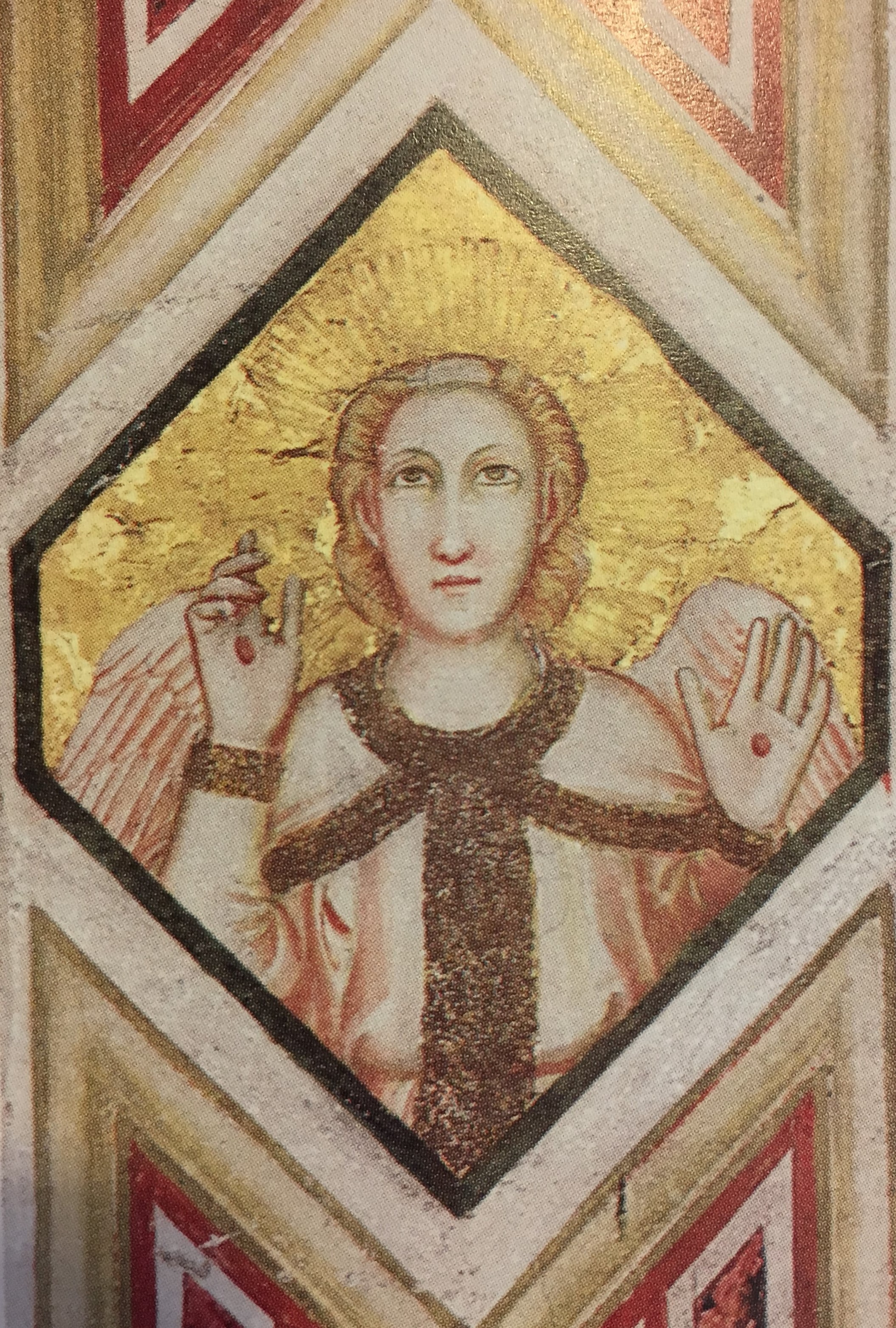
Angelo del sesto sigillo con stigmate, Assisi Basilica di San Francesco

L'introduzione degli angeli come portatori della rivelazione è una caratteristica ricorrente. Dio non parla in prima persona, ma dà le sue istruzioni a mezzo di messaggeri celesti, che agiscono come guide per il veggente.
Rarissimi sono i casi di vere apocalissi in cui lo "strumento angelo" non è in primo piano nel portare il messaggio. Nell'assunzione di Mosè, che consiste principalmente in una predizione dettagliata del futuro degli Israeliti e della storia ebraica, l'annuncio viene dato a Giosuè da Mosè, immediatamente prima della morte di quest'ultimo. Anche negli "Oracoli Sibillini", che sono per la maggior parte un'anticipazione di eventi futuri, la sibilla è la sola a parlare. Ma nessuno di questi libri si può definire rappresentativo della letteratura apocalittica in senso stretto (v. sotto). In un altro testo a volte classificato come apocalittico, il Libro dei Giubilei (scritto intorno al 100 a.C., detto anche Genesi minore, Apocalisse di Mosè o Testamento di Mosè), un angelo è il mediatore della rivelazione, ma la visione o l'elemento onirico mancano. In quest'ultimo caso, comunque, il libro appare decisamente non apocalittico nella sua natura.

### Trattazione della storia o del futuro?
Nelle tipiche composizioni di questa classe la maggior preoccupazione dell'autore è il mostrare la sapienza con cui Dio agisce nella storia e la organizza in tappe o fasi cronologiche. Dunque l'apocalisse non è in primo luogo una profezia, ed il suo principale interesse non è il futuro o la fine della storia, quanto semmai il suo fine. L'autore presenta, a volte in maniera molto vivida, un quadro degli eventi a venire, e in particolare di quelli al termine dell'epoca attuale. Per questo in alcune di queste composizioni il soggetto è descritto vagamente come "ciò che avverrà negli ultimi giorni" (Dan. 2:28; si confronti il verso 29); in maniera simile Dan. 10:14, "ora sono venuto per farti intendere ciò che avverrà al tuo popolo alla fine dei giorni"; si confronti Enoch, i.1, 2; x.2 segg. Così anche Ap. 1:1 (si confronti la traduzione della Bibbia Septuaginta di Dan. 2:28 segg.), "Rivelazione... ciò che presto verrà ad accadere".
Spesso la visione comprende anche il passato, per dare forza all'inquadramento storico, così che il panorama degli eventi successivi possa passare impercettibilmente dal noto all'ignoto. Perciò nell'undicesimo capitolo del libro di Daniele il dettagliato resoconto delle vicende dell'impero greco d'oriente, a partire dalla conquista di Alessandro fino all'ultima parte del regno di Antioco Epifane (versi 3-39, tutti presentati in forma di predizione) continua, senza interruzione, con una descrizione appena meno vivida di eventi che non sono ancora accaduti (versi 40-45), ma che lo scrittore si aspetta: le guerre che risulteranno dalla morte di Antioco e la caduta del suo regno. Tutto ciò, comunque, serve solo da introduzione alle notevoli profezie escatologiche del dodicesimo capitolo, in cui si trova lo scopo principale del libro.
In maniera del tutto simile, il sogno raccontato nel secondo libro di Esdra, 11 e 12, l'aquila che rappresenta l'Impero Romano è seguita dal leone, che è il messia promesso che dovrà salvare gli eletti e stabilire un regno imperituro. La transizione fra la storia e la profezia si può vedere in xii.28, dove viene predetta l'attesa fine del regno di Domiziano, e con essa la fine del mondo. Un altro esempio dello stesso genere è negli Oracoli Sibillini, iii.608-623. Probabilmente si può paragonare anche Assumptio Mosis, vii-ix. In quasi tutte le scritture propriamente classificate come apocalittiche l'elemento escatologico è predominante. È stata proprio la crescita delle speculazioni sui tempi a venire e la speranza per gli eletti che hanno originato più di ogni altra cosa la nascita, e influenzato lo sviluppo di questo genere di scritti.

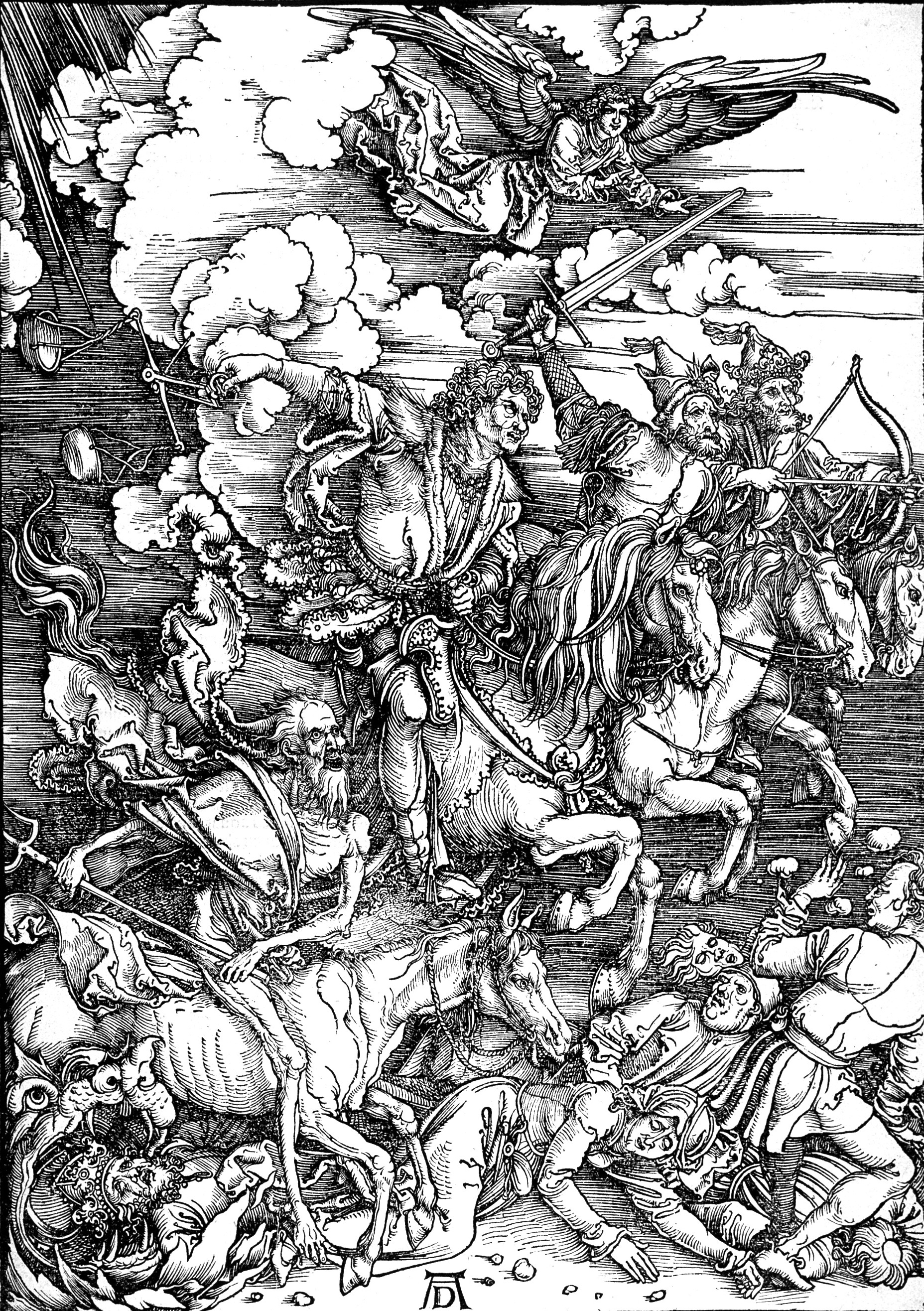
I quattro cavalieri dell'apocalisse, ossia guerra, fame, morte e malattia, incisione di Albrecht Dürer

### Il misterioso o fantastico
L'elemento del misterioso, evidente sia nell'oggetto che nelle modalità della narrazione, è una delle caratteristiche salienti di ogni tipica apocalisse. La letteratura delle visioni e dei sogni ha le sue tradizioni, che sono particolarmente persistenti; e questo aspetto inusuale è ben illustrato nelle composizioni giudaiche, o meglio giudaico-cristiane, prese in considerazione.
Tale qualità apocalittica appare in maniera molto evidente (a) nell'uso dell'immaginario fantastico. Le migliori illustrazioni sono complete delle strane creature che appaiono in moltissime visioni; "bestie" nelle quali le proprietà di uomini, mammiferi, uccelli, rettili o di esseri meramente immaginari sono combinate in modi stupefacenti e spesso grotteschi. Quanto tali figure siano caratteristiche lo si può vedere dalla seguente lista di passaggi in cui le suddette creature sono presentate: Dan. 7:1-8, 8:3-12 (ambedue passaggi importantissimi per la storia della letteratura apocalittica); Enoch, lxxxv.-xc.; 2 Esd. 11:1-12:3, 11-32; Apoc. greca di Bar. ii, iii; Testamento ebraico di Naphtali, iii.; Ap. 6:6ff (si confronti Apoc. di Bar. [Sir.] li.11), ix.7-10, 17-19, xiii.1-18, xvii.3, 12; Pastore di Erma, "Visione", iv.1. Alcuni esseri mitici o semi-mitici che appaiono nel Vecchio Testamento giocano altresì un ruolo di importanza saliente in questi testi. Così il "Leviatano" e "Behemoth" (Enoch, lx.7, 8; 2 Esd. 6:49-52; Apoc. di Bar. xxix.4); "Gog e Magog" (Sibillini, iii.319 segg, 512 segg; si confronti Enoch, lvi.5 segg; Ap. 20:8). Come ci si potrebbe aspettare, anche le mitologie straniere apportano talvolta un contributo (v. sotto).

### Il simbolismo mistico

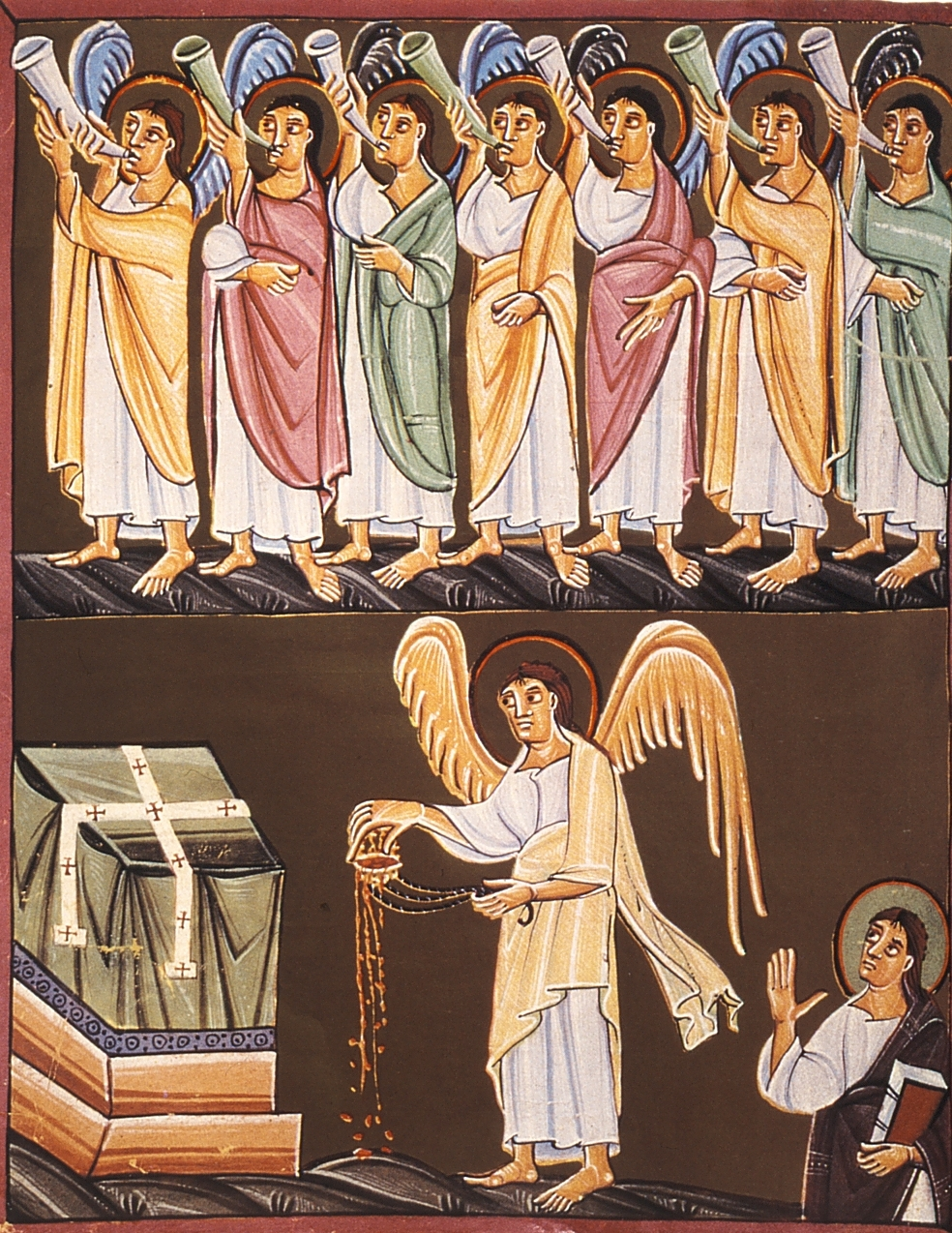
Sette angeli e sette trombe

La qualità apocalittica si nota ancora (b) nell'uso frequente di un simbolismo mistificatore. Questo aspetto viene illustrato in modo notevole nei ben noti casi in cui si impiega la Ghematriah per oscurare l'opinione o il senso dello scrivente; quindi, il misterioso nome "Taxo", Assumptio Mosis, ix. 1; il "numero della bestia", 666, di Ap. 13:18; il numero 888 ('Iησōῦς), Sibillini, i.326-330. Simile a questo aspetto è la profezia, spesso enigmatica, del tempo che dovrà passare prima dell'accadere degli eventi predetti; quindi il "fra un tempo, tempi e la metà di un tempo" Dan. 12:7; i "quaranta e otto tempi" di Enoch, xc.5, Assumptio Mosis, x.11; l'annuncio di un certo numero di "settimane" o "giorni" (senza però specificare l'inizio), Dan. 9:24 segg, 12:11, 12; Enoch xciii.3-10; 2 Esd. 14:11, 12; Apoc. di Bar. xxvi-xxviii; Ap. 11:3, 12:6; si confronti Assumptio Mosis, vii.1. La stessa tendenza si nota anche nell'impiego di linguaggio simbolico nel parlare di determinate persone, cose o eventi; quindi, le "corna" di Dan. 7 e 8; Ap. 17 e segg; le "teste" e "ali" di 2 Esd. xi e segg; i sette sigilli del cap. 6 delle Rivelazioni; trombe, 8; ciotole, 16; il dragone, Ap. 12:3-17, 20:1-3; l'aquila, Assumptio Mosis, x.8; eccetera.
Un primo significato del già citato 666 potrebbe essere strettamente simbolico: il numero 6 infatti, è visto già nell'ebraismo come "il numero dell'uomo" (Adamo è creato il sesto giorno). Da questo punto di vista, la ripetizione ternaria del 6 può indicare che l'anticristo rappresenterà il tentativo di instaurare il dominio dell'uomo - e dell'arbitrio umano - su quelli che nella tradizione sono visti come i tre livelli della creazione: corpo/anima/spirito, cielo/terra/inferi ecc. Una volta rifiutato Dio, infatti, è l'uomo-anticristo ad ergersi a pseudo-divinità nel tentativo di sostituirsi alla signoria divina sul mondo creato.
Come esempi tipici di allegorie più elaborate, a parte quelle di Dan. 7, 8 e 2 Esd. 11, 12, già ricordate, si possono menzionare: la visione del toro e della pecora, Enoch, lxxxv segg; la foresta, la vigna, la fontana, il cedro, Apoc. di Bar. xxxvi segg.; la acque chiare e scure, ibid. liii segg; il salice e i suoi rami, Hermas, "Similitudini", viii. A questa descrizione delle peculiarità letterarie dell'apocalisse ebraica si può aggiungere che, nelle sue parti chiaramente escatologiche, mostra con notevole uniformità la dizione e il simbolismo dei passaggi classici del Vecchio Testamento. Benché ciò sia corretto, comunque, la maggior parte della letteratura escatologica tardo-ebraica e protocristiana (spesso non apocalittica nel senso proprio del termine) può difficilmente essere considerata simile a livello di caratteristiche a quella sopra descritta.

### La fine del mondo

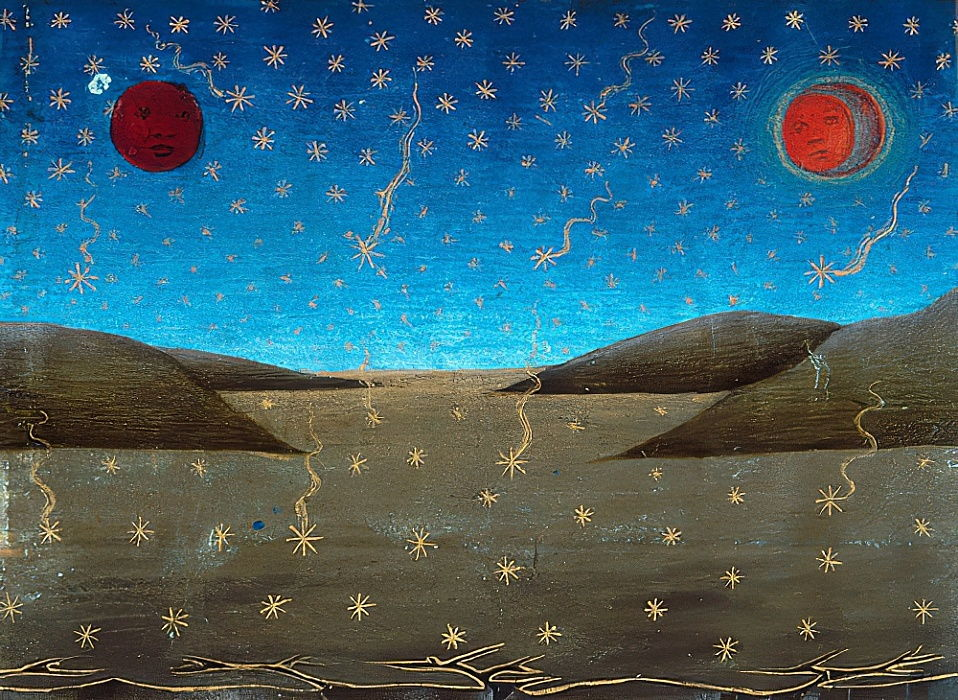
Morte del Sole, della Luna, e caduta delle stelle (Cristoforo de Predis, XV secolo)

In epoche recenti il termine "letteratura apocalittica", o "apocalittico", è stato usato comunemente per descrivere le varie parti delle scritture ebraiche o cristiane, sia canoniche che apocrife, in cui si forniscono predizioni escatologiche in forma di rivelazione. Che il termine sia attualmente usato in maniera blanda, e comprenda spesso cose non propriamente apocalittiche, è dovuto al fatto che lo studio di questa letteratura come classe a sé stante è piuttosto recente.
Nell'uso comune delle lingue occidentali, il termine apocalisse si riferisce alla fine del mondo. Il significato corrente può essere un'ellisse della frase apōkalýpsis éschaton, che significa "rivelazione degli eventi della fine dei tempi". Tale ellisse nell'uso corrente riecheggia quella nel titolo dell'ultimo libro della Bibbia, il Libro della Rivelazione o Apocalisse di San Giovanni apostolo, che è normalmente interpretato come la profezia della fine del mondo, con numerosi dettagli visuali. Si veda anche escatologia e millenarismo.
La fine escatologica del mondo nella letteratura apocalittica era spesso accompagnata da immagini di resurrezione, giudizio dei morti e dalla pena dell'inferno per i peccatori. È interessante notare che tali idee non erano esplicitamente sviluppate nei libri pre-apocalittici della Bibbia ebraica, quindi l'esistenza di tali credo nell'ebraismo, nel cristianesimo e nell'Islam può essere ricondotta ai testi apocalittici.
La storia della cristianità è punteggiata di gruppi religiosi millennialisti, quasi fin dalle origini. I movimenti cristiani moderni sono concentrati nel XVIII e XIX secolo e comprendono l'ascesa di religioni apocalittiche come gli Avventisti, i Davidiani, la House of Yahweh, i Cristadelfiani, i Mormoni e i Testimoni di Geova.

L'Islam possiede i propri movimenti, in particolare la fede nell'Imam "atteso" o "nascosto" della comunità sciita. Nel XIV secolo dell'Islam (circa 1890 dell'era cristiana) si riporta un credo che aveva preso a circolare presso la comunità sunnita, per il quale sarebbe presto giunto il Messia promesso, sia per i cristiani, sia per i musulmani. Molti di questi furono fondamentalisti, come Muhammad al-Mahdi, Muhammad Ahmad del Sudan e Usman dan Fodio dell'Africa occidentale, che coniugarono la pratica politica alle loro convinzioni mahdistiche. Mahdi successivi, compresi Mirza Ghulam Ahmad e l'Ayatollah Seyyed Ruhollah Khomeini, furono principalmente riformatori religiosi. Di recente si è assistito a una ripresa del movimento dei Jihādisti, come Osama bin Laden di al-Qā'ida, quasi esclusivamente politici. La profezia del Messia promesso all'inizio del XIV secolo per la maggior parte dei musulmani è stata sostenuta solo da Mirza Ghulam Ahmad, ma il punto di vista della maggioranza venne raccolto dall'Università di al-Azhar del Cairo e dalla Scuola Deobandi di Scienze Islamiche in India, che rifiutarono Mirza Ghulam Ahmad perché eretico, dato che si definiva profeta (l'Islam ritiene che Maometto sia stato l'ultimo Profeta) e messia (titolo che l'Islam riserva a Gesù Cristo).

## Rappresentazioni dell'Apocalisse
Essendo un tema teologico e iconografico di grande intensità drammatica, l'Apocalisse è stata molto rappresentata nell'Alto Medioevo, in particolare nei celebri Commentari dell'Apocalisse del monaco spagnolo Beato di Liébana (VIII secolo). Il primo commento dell'Apocalisse si deve all'esegeta Alessandro di Brema. Tra i più importanti codici pervenuti fino a noi si vedano:
- per il X secolo:

il manoscritto dell'Escorial Category:Beatus Escorial - Wikimedia Commons e l'Apocalisse spagnola di Magius Category:Beatus Pierpont - Wikimedia Commons
- per l'XI secolo:

l'Apocalisse di Bamberga Category:Bamberg Apocalypse - Wikimedia Commons, l'Apocalisse di St-Sever Category:Apocalypse of St. Sever - Wikimedia Commons, il manoscritto mozarabico di Osma Category:Beatus d'Osma - Wikimedia Commons
Dante Alighieri rappresenta allegoricamente l'Apocalisse di Giovanni, ultimo libro del Nuovo Testamento, al termine della processione descritta nel Paradiso Terrestre, nella Divina Commedia. Essa è raffigurata come "un vecchio solo venir/, dormendo, con la faccia arguta" (Purgatorio - Canto ventinovesimo, vv. 143-144). Il vecchio avanza "dormendo" in quanto si tratta di un'opera che rappresenta l'oggetto di una visione estatica ed ha una faccia "arguta", penetrante, poiché è un libro che rivela il futuro e si addentra in una materia misteriosa e sublime al contempo.
Anche nei secoli successivi il tema non smise d'interessare, trasferendosi dai codici agli affreschi ed alle incisioni e ponendo più fortemente l'accento sul Giudizio universale: si pensi all'Apocalisse di Luca Signorelli, eccezionale ciclo di affreschi nella Cappella di San Brizio nel Duomo di Orvieto. Tra i Giudizi Universali affrescati, universalmente celeberrimo è quello di Michelangelo Buonarroti nella Cappella Sistina nella Città del Vaticano, ma notevoli sono pure quelli sulle controfacciate interne della Cappella degli Scrovegni a Padova, dell'abbazia di Pomposa in provincia di Ferrara e dell'Abbazia di Sant'Angelo in Formis presso Capua. Rilevante è pure il Giudizio Universale a mosaico bizantino sulla controfacciata interna della Basilica di Santa Maria Assunta (Torcello) nella Laguna di Venezia.

Importanti rappresentazioni artistiche dell'Inferno e del Paradiso sono quelle musive nel Battistero di San Giovanni a Firenze, e quelle ad affresco nella Basilica di San Petronio a Bologna. Scene dall'Apocalisse di Giovanni sono presenti negli affreschi del Battistero di Padova, nella cripta di San Magno ad Anagni. Risale al XIV secolo il grandioso Arazzo dell'Apocalisse nel castello francese di Angers.

### Rappresentazioni moderne dell'Apocalisse
Una delle rappresentazioni moderne dell'apocalisse è per esempio quella che emerge dagli scritti del padre gesuita Pierre Teilhard de Chardin molto più vicini al tipico discorso scientifico e evoluzionista che al discorso svolto totalmente nel linguaggio teologico.
Il suo discorso, in qualche modo profetico sull'avvento dell'Homo noeticus che rappresenta un salto evolutivo rispetto all'attuale Homo Sapiens Sapiens, non è indolore come molti interpreti di questa nuova figura umana ritengono. Per questi ultimi infatti la nuova umanità viene rappresentata come il baluardo estremo della difesa della specie e del pianeta Terra, della democrazia e soprattutto dell'insieme del patrimonio spirituale accumulatosi lungo il divenire storico dell'umanità che lo piega ai legittimi interessi tattici e strategici dei nuovi movimenti emergenti, talora anche radicali, di stampo ecologista, salutista ecc.
Questa lettura è sicuramente significativa e i movimenti non violenti, pacifisti, ambientalisti che talora la sostengono sono certamente l'incarnazione sintomatica di una storia che giunge al termine, ma la lettura che il "gesuita proibito" dà dell'avvento dell'Homo Noeticus è ben altra e soprattutto ben più radicale: non è una figura di difesa dello status quo prima che le cose peggiorino irrimediabilmente ma una figura di attacco per far dire alla storia della salvezza: "tutto è compiuto". Ci troviamo infatti di fronte ad una vera e propria "fine del mondo". Esso, l'Homo Noeticus rappresenta infatti per così dire lo sprint finale della convergenza di tutta la nostra galassia nel "punto Omega" a forte potenza gravitazionale, rappresentato dal "Cristo evolutore" che attrae tutto a sé e in cui tutto collassa e implode nell'abbraccio finale tra il creatore e la creatura.

## Apocalissi nelle religioni
Molte religioni trattano il tema dell'allontanamento dell'uomo dalla sua originaria comunione con l'Assoluto, il Divino.
Le culture orientali e quelle indoeuropee precristiane (Indù, Greci, Romani) rappresentano il tempo ciclicamente, secondo una scansione in quattro cicli che la tradizione classica greco-romana chiama età dell'oro, dell'argento, del bronzo e del ferro. L'uomo, al termine di ognuna delle quattro fasi, si allontana progressivamente dalla virtù e dal bene. Nelle religioni fondate sul monoteismo (Ebraismo, Cristianesimo, Islam) il punto di partenza è la caduta di Adamo in seguito alla quale l'uomo realizzerà sulla Terra un Regno delle Tenebre.
Tuttavia, nell'escatologia e soteriologia delle religioni, a questa caduta seguirà l'intervento divino, l'arrivo di un Redentore dell'umanità: il Gesù Cristo del Secondo Avvento nel Cristianesimo; il Messia annunciato dai Profeti nell'Ebraismo; il profeta Gesù che affiancherà il Mahdi (il "Ben Guidato", discendente di Maometto) nell'Islam; il Kalki Avatara, ultima manifestazione di Visnù, nell'Induismo; il Maitreya nel Buddhismo; il Saoshyant o "Redentore universale" nell'Iran di Zoroastro.
I miti antichi parlano della redenzione del mondo che avverrà attraverso la redenzione dell'umanità. Vaticinano il ritorno dell'età primordiale caratterizzata dalla pietas, dalla pace, da una saggia frugalità, espressione di ricchezza interiore, dalla prosperità della terra e dalla letizia dell'uomo e del creato. Profetizzano una renovatio preceduta da uno sconvolgimento: la grande dissoluzione del cosmo, il mahāpralaya indiano; il mare di metallo fuso, dal quale, nella tradizione iranica, i giusti emergeranno indenni; l'ekpýrosis dei presocratici e degli stoici; la concussio mundi di Seneca; il ragnarökkr germanico, l'estate senza fiori e il mare senza vita dei druidi; l'ollin dei testi profetici aztechi che, come il pachakuti andino, connota il sommovimento ciclico del tempo e il capovolgimento dello spazio".
Esiste però un disegno divino di redenzione nelle antiche tradizioni di molte civiltà. Esse "consegnano un messaggio di speranza espresso in India dalla discesa dell'avatāra, divino giudice e rinnovatore. Per bocca di Zarathustra, dopo la conflagrazione, Ahura Mazdā promette il frashkart, il rinnovamento nella luce del mondo e dell'umanità. Platone, attingendo a una speranza remota, annuncia "nuova vita e immortalità rinnovata". Virgilio e le Sibille cantano il ritorno della Vergine Astrea e del regno di Saturno. Seneca, dopo la concussio mundi, saluta il ripristino dell'antiquus ordo, il ritorno dell'era in cui pace, pietas e giustizia regnavano sulla terra. "Pace fino al cielo e dal cielo fino in terra", profetizza la celtica Mórrígain e, dopo la distruzione del mondo, dinanzi alla sibilla germanica si dispiega la visione della jörð iðjagröna, la terra di nuovo verdeggiante che emerge dal mare. Secondo le religioni orientali cosmocentriche il Mondo Nuovo sarà l'inizio di un nuovo ciclo cosmico, mentre secondo le religioni monoteiste verrà instaurato un Regno di Dio di cui faranno parte i giusti risorti (visione non ciclica ma lineare-progressiva del Tempo universale).
Lo schema escatologico delle religioni monoteistiche è simile: decadenza spirituale dell'umanità - l'esilio da Dio -, la perversione dell'umanità ultima e le "doglie" della fine, la battaglia finale - Armagheddon - tra i figli della luce e i figli delle tenebre; la restaurazione finale con l'arrivo del Redentore tanto atteso e il Giudizio divino. Tuttavia vi sono delle differenze. Nell'Ebraismo l'attesa del Giorno del Signore con le sue elaborazioni dottrinarie, escatologiche e messianiche, appare nei momenti più convulsi e drammatici della storia di Israele, mentre nel Cristianesimo e nell'Islam il messaggio apocalittico costituisce una parte fondamentale della struttura di queste religioni. I miti dei Tempi Ultimi descrivono dunque le modalità dell'intervento divino nella storia universale al suo tramonto, intervento ripristinatore dell'ordine cosmico nella creazione con cui la realtà tutta riacquista il proprio autentico significato iniziale.
Nei Tempi Ultimi saranno beati gli uomini di quell'epoca: è un concetto contemplato dai miti apocalittici. San Paolo scrive nella Lettera ai Romani (5, 20): «Dove ha abbondato il peccato ha sovrabbondato la Grazia.». Questo "paradosso della Grazia" è presente nella tradizione ebraica, islamica ed induista. Mosè, dopo aver visto in visione l'oscurità dei Tempi Ultimi, si è sentito "inferiore" a coloro i quali, pur in mezzo a tali tribolazioni, conserveranno la fede nella Torah. Maometto in un ḥadīth (tradizione) afferma: «All'inizio dell'islam colui che mette un decimo della Legge è dannato; ma negli ultimi tempi, colui che ne compirà un decimo sarà salvato». Nel testo induista Bhāgavata Purāṇa si cantano le lodi paradossali dell'età ultima (L, 12): «Gli errori commessi dagli uomini nell'Età di Kālī, per quanto abbiano origine nelle cose, nei luoghi o in loro stessi, sono interamente cancellati da Bhagavad, il supremo Puruṣa, quando egli risiede nel cuore. (......) L'Età di Kali, abisso di vizi, possiede un vantaggio unico ma prezioso: è sufficiente celebrare le lodi di Khrisna [il Signore Supremo] affinché, liberi da ogni legame, ci si possa riunire all'Essere Supremo». Nel Vangelo di Matteo (20, 1-16) c'è la Parabola dei lavoratori della vigna o dei Lavoratori dell'Undicesima Ora che riprende questo tema: i lavoratori dell'ultima ora che hanno lavorato solo un'ora sono equiparati a tutti gli altri. E per questo, molti fra «gli ultimi saranno i primi e i primi gli ultimi» (20, 16).